# Friedrich Ludwig Wachter
Friedrich Ludwig Wachter (* 20. Juli 1792 in Cleve; † wahrscheinlich 3. April 1817 in Danzig) war ein deutscher Mathematiker und Astronom, ein Schüler von Carl Friedrich Gauß, der Beiträge zur frühen Geschichte der nichteuklidischen Geometrie verfasste.

## Leben
Wachter war der Sohn von Christian Friedrich Wachter, der 1803–1823 als Gymnasialdirektor am Gymnasium Hammonense in Hamm (Westfalen) wirkte. Dort hat Wachter wegen seiner erkannten Hochbegabung von den sechs Schuljahren nur zwei von den fünf unteren Klassen absolviert, wobei sein Vater ihn aber vier Jahre am Unterricht der Prima teilnehmen ließ. In seinem Abiturzeugnis aus dem Jahre 1809 heißt es: „Die sämtlichen Lehrer geben dem gesetzten Betragen und sittlichen Charakter dieses Jünglings das rühmlichste Zeugnis; sein Fleiß im Studieren war unermüdet und mußte oft aus Furcht, daß er seiner körperlichen Gesundheit schaden möge, zurückgehalten werden. Er lebte nur den Wissenschaften.“
Wachter studierte ab 1809 Mathematik und Astronomie an der Universität Göttingen bei Carl Friedrich Gauß, der ihn wie Johann Franz Encke und andere Studenten in die astronomischen Berechnungen der Bahn von Asteroiden mit einbezog (speziell Juno) und auf dessen Einfluss hin er schon als Student veröffentlichte (Astronomische Jahrbücher 1814, 1815). Noch vor Einreichung seiner Doktorarbeit wurde er 1813 auf Empfehlung von Gauß, der von Wachter eine hohe Meinung hatte, Gymnasiallehrer in Altenburg. Ab November 1813 leistete er einen einjährigen Militärdienst in den Befreiungskriegen gegen Napoleon und reichte danach seine Doktorarbeit in Astronomie ein (ursprünglich hatte er ein Thema der Differentialgeometrie geplant), die 1815 veröffentlicht wurde. Ab 1816 war er Gymnasial-Professor in Danzig.
Wachter hatte ein Interesse an nichteuklidischer Geometrie und besprach wie zuvor Gauß ein Buch über Versuche, das Parallelenpostulat zu beweisen. Er besuchte Gauß im April 1816, und Gauß ermutigte ihn in der weiteren Untersuchung nichteuklidischer Geometrien (für die das Parallelenpostulat, das 11. Postulat von Euklid, nicht gilt); mit denen hatte sich damals auch Gauß selbst schon befasst, wie er Wachter mitteilte, ohne allerdings jemals etwas darüber zu veröffentlichen (außer in Briefen und andeutungsweise in einer Buchbesprechung). Gauß hatte aber bereits eine nichteuklidische Trigonometrie entwickelt und scheint (Paul Stäckel) Wachter aufgefordert zu haben, diese für sich selbst zu entwickeln. 1817 erschien von Wachter die 16-seitige Schrift Demonstratio axiomatis in Euclideis undecimi in Danzig, die als Vorstudie eines geplanten Buches gedacht war. Er zieht darin einige Folgerungen aus der Nichtgültigkeit des Parallelenaxioms (ähnlich wie schon 1733 Giovanni Girolamo Saccheri, dessen Arbeit er aber nicht kannte). Trotzdem versucht er ebenfalls das Parallelenpostulat zu beweisen, und zwar in einem Versuch, der nach Stäckel alle anderen solchen Versuche an Originalität weit überragte. Vom Inhalt dieser Abhandlung berichtet Wachter auch in einem Brief an Gauß vom 25. Februar 1817, kündigt diesem die Übersendung seiner Abhandlung an und schickt die Abhandlung auch an Friedrich Wilhelm Bessel. In dem Brief spricht er auch sein Bedauern darüber aus, dass Gauß ihm auf den ersten Brief vom Dezember 1816 nicht geantwortet habe. Was Gauß wirklich von Wachters Bemühungen hielt, ist in einem Brief vom 28. April 1817 an Heinrich Wilhelm Olbers übermittelt (damals wusste er noch nichts vom Verschwinden Wachters): Obwohl Wachter in das Wesen der Sache mehr eingedrungen ist als seine Vorgänger, so ist sein Beweis doch nicht bündiger als alle anderen.
Wachter betrachtete schon zuvor (in dem Brief an Gauß 1816) die sphärische Geometrie auf einer Kugel und fasste die euklidische Geometrie als Grenzfall einer Kugel von unendlichem Radius auf. Nach Stäckel war diese Idee damals nicht neu und bereits 1806 (Theses spherologiae, Berlin) von dem Kölner Gymnasiallehrer Grashof (1770–1841) publiziert worden.
Wachter wurde zuletzt am 3. April (Gründonnerstag) 1817 auf seinem gewöhnlichen Abendspaziergang gesehen, bei dem er ohne Begleitung war. Seine Leiche hat man trotz intensiver Suche nie gefunden. 1827 wurde er für tot erklärt. Die Nachricht von seinem Tod erschütterte Gauß zutiefst. Gegen einen Suizid sprach, dass der Leichnam nicht gefunden wurde und kein Abschiedsbrief. Von Seiten der Behörden wurde intensiv nach ihm gesucht und es wurde auch eine Belohnung auf Informationen über ihn in beträchtlicher Höhe (200 Taler) ausgesetzt. Man hatte noch das Verschwinden des österreichischen Offiziers und Mathematikers Georg Freiherr von Vega im Gedächtnis, dessen Leiche man 1802 aus der Donau zog, wo man auch zuerst Suizid vermutete, später aber einen Raubmord nachweisen konnte. Aber auch für einen Mord fanden sich keine Hinweise, und ähnliche Vorfälle waren in Danzig damals nicht bekannt. Einige Zeitgenossen vermuteten einen Suizid aufgrund der labilen Charakters von Wachter. In dem Brief des Vaters von Wachter an Gauß vom 10. Mai 1817 zitiert dieser auch ausführlich aus einem Brief seines Sohnes, in der er von seinen hochgespannten Erwartungen in seine Arbeit berichtet, die nach Wachter von den zeitgenössischen Mathematikern nur Gauß verstehen könne und mit der er etwas erreicht habe, woran sich die Mathematiker seit Euklids Zeiten vergeblich bemüht hätten. Kurt Biermann vermutet, dass am 3. April ein Brief von Gauß Wachter erreichte, der diesem Gauß negatives Urteil bekannt machte, und dass Wachter daraufhin Suizid beging. Hinzu kam, dass er von einer Frau erpresst wurde, mit der er eine flüchtige Beziehung hatte.

## Verweise
1. ↑  Zit. bei: Walter Siegmund: Das Gymnasium Hammonense von 1657–1957. In: Festschrift zur 300-Jahr-Feier des Staatlichen Gymnasiums in Hamm. 1657–1957. Hamm 1957, S. (9-127) 99; nachgedruckt in: Festschrift zur 325-Jahr-Feier des Gymnasium Hammonense. 1657–1982. Hamm 1982, dort S. (31-156) 123.
2. ↑  Göttinger Gelehrte Anzeigen, 20. April 1816, anonym
3. ↑  Matthias Metternich Vollständige Theorie der Parallelen 1815.
4. ↑  Stäckel, Mathematische Annalen 1901. Nach Stäckel war Gauß damals selbst über die Natur der nichteuklidischen Geometrie nicht sicher, kam aber immer mehr zu der Überzeugung, dass das Parallelenpostulat nicht beweisbar wäre.
5. ↑  Stäckel, loc.cit. Ebenso wenig kannte er Johann Heinrich Lamberts Arbeiten dazu
6. ↑  abgedruckt bei Stäckel
7. ↑  Brief von Wachter an Gauß, 12. Dezember 1816. Abgedruckt in Gauß Gesammelten Werken, Bd. 8 und ebenfalls bei Stäckel.
8. ↑  Dunnington, Gauß, S. 179. In einem Brief an Gerling vom 15. Mai 1817 schrieb Gauß, er sei im Innersten erschüttert. Weiter bescheinigte er ihm einen braven Charakter, ausgezeichnete Talente, eine reine Leidenschaft für die Wissenschaft. Seine metaphysischen Schwärmereien, die ihn auf Abwege geführt hätten, wären nach Gauß mit zunehmendem Alter korrigiert worden. Gauß vermutete einen Unfall (Ertrinken) eher als einen Mord. Vom Verdacht eines Suizids ist nicht die Rede.
9. ↑  Der Wind kam zu der Zeit noch drei Tage nach dem Verschwinden von See, so dass eine Leiche nicht auf See hinausgetrieben worden wäre.
10. ↑  Bernhard von Lindemann, ein Astronom und Freund von Gauß. Zitiert nach Biermann Verschwunden und Verschollen
11. ↑  Biermann, Verschwunden und Verschollen. Ein solcher Brief wurde nicht im Nachlass Wachters gefunden und es gibt auch keine Hinweise darauf zum Beispiel im Nachlass von Gauß oder dessen Briefen. Biermann vermutet aber, dass Gauß sein Olbers mitgeteiltes negatives Urteil zuvor Wachter zukommen ließ.
12. ↑  Martha Küssner, zitiert nach Biermann Verschwunden und Verschollen

| Personendaten    | Personendaten             |
| ---------------- | ------------------------- |
| NAME             | Wachter, Friedrich Ludwig |
| KURZBESCHREIBUNG | deutscher Mathematiker    |
| GEBURTSDATUM     | 20. Juli 1792             |
| GEBURTSORT       | Cleve                     |
| STERBEDATUM      | 3. April 1817             |
| STERBEORT        | Danzig                    |